# Département des îles de l'Atlantique Sud
Le département des îles de l'Atlantique sud (en espagnol : departamento Islas del Atlántico Sur) est l'une des quatre divisions territoriales de la province de Terre de Feu, Antarctique et Îles de l'Atlantique Sud au sud de l'Argentine. Il est composé des îles Malouines et des archipels connus sous le nom d'Antilles australes. Tout le territoire du département — et ses mers adjacentes — sont l'objet d'un conflit de souveraineté entre l'Argentine et le Royaume-Uni.

## Conflit de souveraineté

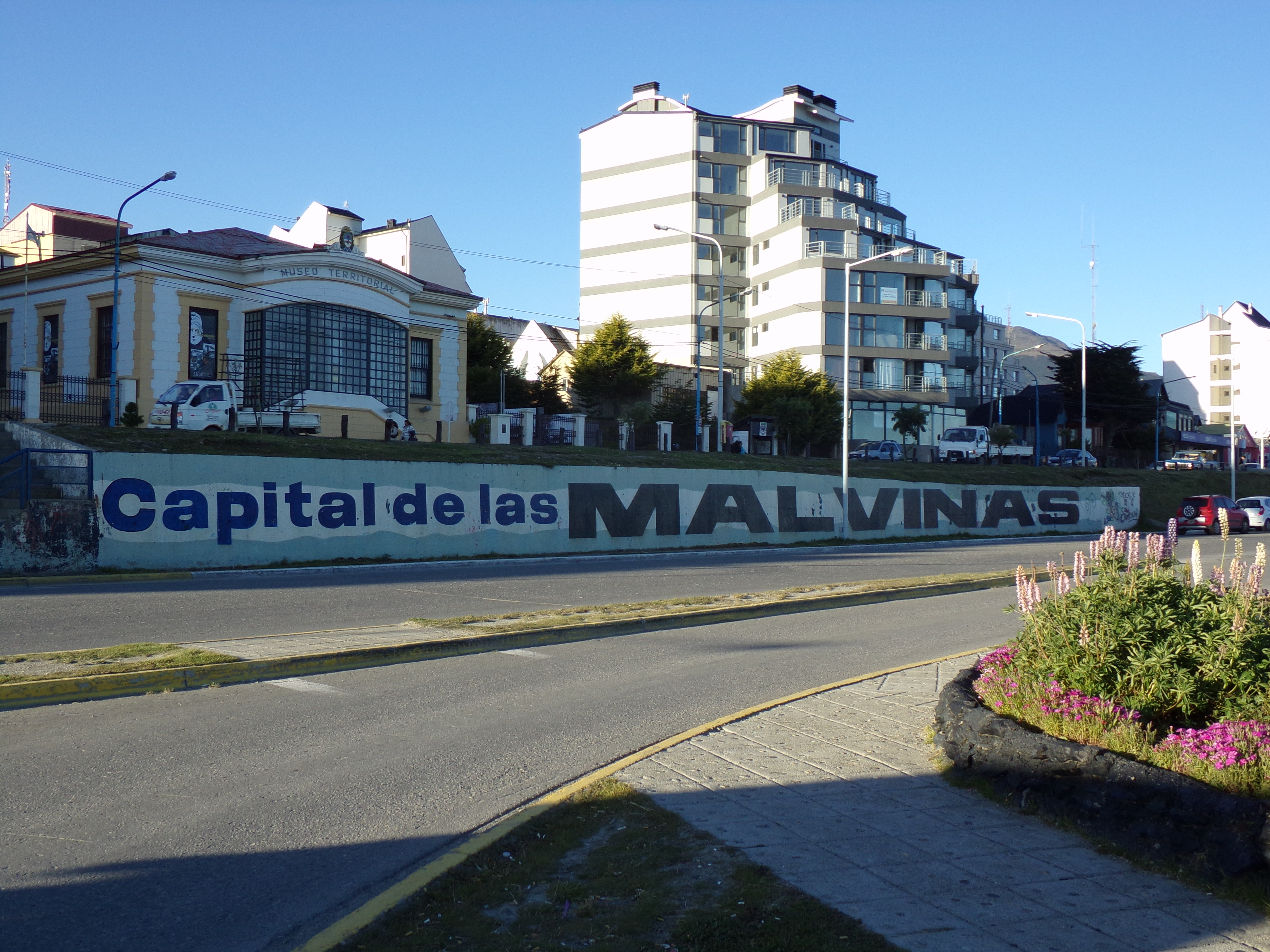
Peinture murale à Ushuaïa faisant référence au statut de la ville de capitale de la province et du département des îles de l'Atlantique Sud.

Le département se compose de quatre archipels revendiqués par l'Argentine comme « partie intégrante et indivisible de son territoire qui se trouve occupée illégalement par une puissance envahisseur », mais elle n'a accès qu'à un seul d'entre eux : les îles Orcades du Sud, qui est dans la zone soumise aux dispositions du traité de l'Antarctique au sud du parallèle de 60° sud et où les deux pays disposent de stations de recherche scientifique (la base antarctique Orcadas pour l'Argentine et la base Signy pour le Royaume-Uni). Le Royaume-Uni les revendique comme faisant partie du Territoire antarctique britannique, également soumis aux dispositions du traité.
Les trois autres archipels se trouvent sous administration du Royaume-Uni, ils regroupent les îles composants le département dans les territoires britanniques d'outre-mer :
- Géorgie du Sud-et-les Îles Sandwich du Sud, comprenant les îles Sandwich du Sud, la Géorgie du Sud et les groupes rocheux isolés nommés Clerke Rocks et îles Aurora ;
- Îles Malouines.

Les îles Malouines sont l'un des 17 territoires sur la liste des territoires non autonomes sous la supervision du Comité spécial de la décolonisation des Nations unies, afin d'examiner la situation concernant la mise en œuvre de la Déclaration sur l'octroi de l'indépendance aux pays et peuples coloniaux, la situation de l'archipel est revue annuellement par le Comité spécial de la décolonisation depuis 1965. L'Organisation des Nations unies le considère comme un territoire dont la définition de la souveraineté est « toujours en suspens ».
Les espaces maritimes et aériens adjacents aux îles, avec les fonds marins et les droits de pêche associés, font également l'objet d'un conflit entre l'Argentine et le Royaume-Uni.
Limites marines selon la loi argentine no 23968:
- Mer territoriale : 12 milles nautiques depuis la ligne de base ;
- Zone contiguë : 24 milles nautiques depuis la ligne de base ;
- Zone économique exclusive : 200 milles nautiques depuis la ligne de base (elle chevauche à l'ouest la ZEE continentale).

La revendication continue de l'Argentine sur ces îles de l'Atlantique Sud a été inscrite dans la première disposition transitoire de la Constitution de la nation argentine de 1994 :

« La nation argentine ratifie sa souveraineté légitime et imprescriptible sur les îles Malouines, la Géorgie-du-Sud-et-îles-Sandwich-du-Sud et les espaces maritimes et insulaires correspondants, faisant partie intégrante du territoire national. La récupération de ces territoires, l'exercice entier de la souveraineté, le respect du mode de vie de leurs habitants et des principes du droit international, sont un objectif permanent et irrévocable du peuple argentin. »

## Archipels

Carte des différents archipels compris dans le département.

Las Antilles australes se divisent en : « Antilles subantarctiques », situées au nord du parallèle 60° Sud, elles comprennent les îles de Géorgie du Sud, Clerke Rocks, les îles Sandwich du Sud et les îles Aurora (Black Rocks et îlots Cormoran) ; et les « Antilles antarctiques », situées au sud de ce même parallèle, elles comprennent les îles Orcades du Sud.
La superficie totale du département varie selon les sources. Selon l'Institut géographique national argentin, elle est de 16 027 km2, ventilés de la façon suivante :
- Îles Malouines : 11 410 km2
- Géorgie du Sud, Clerke Rocks et îles Aurora : 3 560 km2
- Îles Orcades du Sud : 750 km2
- Îles Sandwich du Sud : 307 km2.

Le CIA The World Factbook 2013 attribue d'autres superficies aux archipels:
- Îles Malouines : 12 173 km2
- Géorgie du Sud, îles Sandwich du Sud, Clerke Rocks et îles Aurora : 3 903 km2.

D'autres sources attribuent aux îles Orcades du Sud : 620 km2.
La population permanente installée aux îles Malouines est d'environ 3 000 habitants, sans prendre en compte le personnel militaire britannique stationné en garnison sur les îles. La seule ville du département, Puerto Argentino selon la toponymie argentine (Port Stanley pour le Royaume-Uni), est située sur les îles Malouines. De la même façon que pour les trois autres départements de cette province, aucune localité n'est formellement désignée comme étant la capitale du département.

## Histoire
Après un siècle d'occupation par l'Espagne, les îles Malouines passent sous domination effective argentine le 6 novembre 1820, date de la prise de possession formelle. Cette domination prend fin le 3 janvier 1833, lorsque les îles sont occupées par les forces britanniques.
Le gouvernement argentin prend possession des installations de l'île Laurie dans les Orcades du Sud le 22 février 1904, et les maintient aujourd'hui encore avec la base antarctique Orcadas, lieu d'occupation permanente le plus ancien en Antarctique.
Le département est créé le 8 avril 1970 quand le gouverneur de Terre de Feu édicte le décret no 149 :
« DEPARTAMENTO ISLAS DEL ATLÁNTICO SUD : Incluye las Islas Malvinas, Orcadas, Georgias, Sandwich e Islas menores adyacentes. »

Carte des îles Malouines avec la toponymie argentine.

Le décret ne désigne pas de capitale (ou de chef-lieu) pour le département.

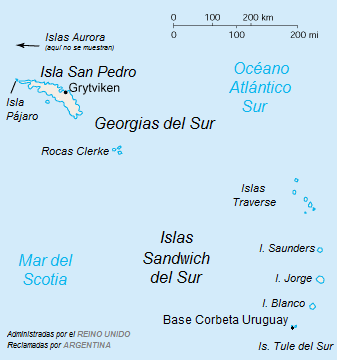
Carte des îles Sandwich du Sud et Géorgie du Sud.

La base Corbeta Uruguay est construite par l'Argentine sur l'île Morrell appartenant au groupe des îles Thule du Sud (es), dans les îles Sandwich du Sud, le 7 novembre 1976. Elle est maintenue jusqu'à l'occupation britannique de la base le 20 juin 1982.
El 2 avril 1982, le gouvernement militaire argentin reprend possession des îles Malouines, marquant le début de la guerre des Malouines. Le 14 juin 1982, le Royaume-Uni achève de reprendre les Malouines avec la capitulation des forces argentines stationnées à Port Stanley, le lendemain, la garnison argentine basée sur Grande Malouine se rend à son tour.
Les ports de Grytviken et de Leith Harbour sur l'île San Pedro (nom donné par les Argentines à la Géorgie du Sud) sont occupés par les forces argentines le 3 avril 1982 et conservés jusqu'à ce que les Britanniques les reprennent le 25 avril 1982, au cours de l'opération Paraquet.
Pendant la guerre des Malouines, le gouvernement militaire argentin créé par le biais du décret secret no S 681/82, du 3 avril 1982 la Gobernación militar de las Islas Malvinas, Georgias del Sur y Sandwich del Sur réduisant le territoire du département à l'archipel des Orcades du Sud. Ce décret est abrogé par le décret no 879/85 du 15 mai 1985, qui dissout le gouvernement militaire et restaure les limites du département des îles de l'Atlantique sud .
En 2015, le gouvernement de Terre de Feu dépose devant le parlement provincial une proposition visant à modifier les limites départementales afin de « contribuer à la souveraineté territoriale de la Nation ». L'initiative est poussée par le Consejo Asesor Observatorio Cuestión Malvinas et établit la division politique de la province en quatre départements. Dans cette proposition, les îles Orcades du Sud feraient désormais partie du département de l'Antarctique argentine (es).
« Departamento Islas del Atlántico Sur

- Incluye las Islas Malvinas, la isla Beauchene, las rocas Cormorán y Negra, las Islas Georgias del Sur, las Islas Sándwich del Sur, otras islas, islotes y rocas situados en aguas interiores y en el mar territorial generado a partir de dichos territorios de conformidad con lo previsto en la Ley Nacional 23.968. »